# Remo Bertoni
Remo Bertoni (ur. 2 czerwca 1909 w Varese, zm. 18 września 1973 w Mediolanie) – włoski kolarz szosowy i przełajowy, dwukrotny medalista szosowych mistrzostw świata.

## Kariera
Pierwszy sukces w karierze Remo Bertoni osiągnął w 1929 roku, kiedy zdobył srebrny medal w wyścigu ze startu wspólnego amatorów podczas mistrzostw świata w Zurychu. W zawodach tych wyprzedził go tylko jego rodak Pierino Bertolazzo, a trzecie miejsce zajął Francuz René Brossy. Na rozgrywanych trzy lata później mistrzostwach świata w Rzymie także zdobył srebro, tym razem wśród zawodowców. Uległ tylko innemu Włochowi - Alfredo Bindzie. W 1932 roku wygrał wyścig Treviso-Monte Grappa, a w 1934 roku był najlepszy w Cittiglio-Leffe. Ponadto zajął drugie miejsce w Tre Valli Varesine w 1933 roku oraz trzecie w Giro della Romagna w 1931 roku i Giro di Lombardia w 1932 roku. Kilkakrotnie startował w Giro d'Italia, najlepszy wynik osiągając w 1932 roku, kiedy wygrał jeden etap i zajął trzecie miejsce w klasyfikacji generalnej. Był też drugi w klasyfikacji górskiej w 1935 roku i trzeci w 1933 roku. W 1935 roku wystartował w Tour de France, ale wycofał się przed końcem rywalizacji. Startował także w kolarstwie przełajowym, zdobywając między innymi brązowy medal mistrzostw Włoch w 1939 roku. Nigdy nie wystąpił na igrzyskach olimpijskich. Jako zawodowiec startował w latach 1929-1938.